# Maquis de Mussy-Grancey
Le Maquis de Mussy-Grancey était un maquis organisé dans le massif forestier entre la vallée de la Seine et la vallée de l'Ource. La ville de Mussy-sur-Seine est située au sud-est du département de l'Aube

## Historique
Il était dirigé par le commandant Marceau et le lieutenant-colonel Émile Alagiraude, alias Montcalm dans l'Armée secrète ( Alagiraude était auparavant à la tête du Comité de Libération des Prisonniers de Guerre de Troyes - C. P. L. G - )
Ce maquis comptait 200 FFI en juin 1944 au moment du débarquement de Normandie. Le 2 août 1944, on compte 1 080 hommes armés, équipés et encadrés.

## Notoriété
Un ouvrage titré « Les combats des 2 et 3 août 1944 au maquis Mussy-Grancey  » et écrit par ces dirigeants retrace la vie du maquis de sa création le 20 juin 1944 à sa retraite le 3 août avec la narration des combats des 2 et 3 août. Ce maquis comprenait environ 200 FFI à sa création et un mois plus tard il disposait de 1200 hommes dont 850 en permanence dans les bois. Il s'organisa comme une véritable armée puisqu'à la fin il comptait près de 6 divisions.
La mémoire de ce maquis est exposée dans le Musée de la Résistance de Mussy-sur-Seine à Mussy-sur-Seine et un monument commémoratif est érigé au bord de la route entre Mussy-sur-Seine et Grancey-sur-Ource